# L'Idole (roman, 2004)
Pour les articles homonymes, voir L'Idole.
L'Idole est le 5e roman de l'écrivain français Serge Joncour, publié en 2004 aux Éditions Flammarion, puis en livre de poche chez J'ai lu en 2009.

## Récompense
Il a reçu le Prix de l'Humour noir Xavier Forneret en 2005.

## Résumé
Ce roman met en scène un personnage dont la vie bascule du jour au lendemain : un matin en sortant de chez lui il découvre qu’il est célèbre et reconnu de tout le monde, mais ne sait pas pourquoi.

## Adaptation
- Le film Superstar[4] de Xavier Giannoli sorti en août 2012 est librement inspiré de ce livre.